# 프론트 러너 (영화)
《프론트 러너》(영어: The Front Runner)는 미국에서 제작된 제이슨 라이트먼 감독의 2018년 정치 드라마 영화이다. 휴 잭맨 등이 출연하였고, 헬렌 에스터브룩 등이 제작에 참여하였다.
이 영화는 2018년 8월 31일 텔류라이드 영화제에서 전 세계 최초로 상영되었으며 2018년 11월 6일 컬럼비아 픽처스를 통해 미국에서 극장 개봉하였다.

## 출연
하트 선거 진영
- 휴 잭맨 - 게리 하트 역
- 비라 파미가
- J. K. 시먼스
- 마크 오브라이언
- 몰리 이프럼
- 크리스 코이
- 앨릭스 카포브스키
- 조시 브레너
- 토미 듀이
- 케이틀린 디버
- 올리버 쿠퍼

워싱턴 포스트
- 앨프리드 몰리나
- 마머두 아체이
- 아리 그레이너
- 존 베드퍼드 로이드
- 스펜서 개릿

마이애미 헤럴드
- 스티브 지시스
- 빌 버
- 케빈 폴랙
- 마이크 저지

그 외
- 세라 팩스턴
- 토비 허스
- 제니퍼 랜던

## 기타 제작진
- 총괄 제작: 맷 바이, 마이클 뷰그, 제이슨 블루먼펠드, 제이 카슨
- 미술: 스티브 새클래드